# 歷克·卡爾馬
歷克·卡爾馬（英語：Nick Kalmar，1987年10月19日—），是一名澳洲職業足球員，司職中場，現效力澳職球會西悉尼流浪者。
2010年加盟墨爾本雄心，直至2014年該會改組而人事變動，他因而轉會西流。他於同年12月26日與西流簽短期合約，主要是舒緩球隊的防守球員傷患困擾。